# Santuario della Madonna dei Laghi
Il santuario della Madonna dei Laghi è un luogo di culto mariano sito ad Avigliana, in Piemonte nella città metropolitana di Torino. Il nome deriva dal fatto di essere costruito sul bordo di uno dei due laghi di Avigliana.

## Storia
I lavori per la costruzione dell'edificio possono farsi risalire al novembre 1622 quando, per volere del duca di Savoia Carlo Emanuele I, vennero incaricati della costruzione del santuario Bartolomeo e Bino Lumaga, seguendo un progetto di Nicola Ramelli, allora architetto ducale. La cupola risale al 1638, opera di Antonio Rolla. 
Casa Savoia era molto legata al luogo poiché, secondo la tradizione, Bona di Borbone, sposa di Amedeo VI, il "Conte Verde", avrebbe sostato in preghiera innanzi all'immagine della Madonna, ancora conservata all'interno del santuario, chiedendo di poter avere un erede maschio: ciò si verificò, ed il Conte Verde poté trasmettere la sua discendenza al figlio Amedeo VII di Savoia, il "Conte Rosso". 

Non a caso, quindi, la casa regnante si interessava alla città di Avigliana, non solo luogo natale di Amedeo VII, ma anche borgo estremamente importante per l'economia della contea e del ducato: lo testimonia il fatto che, quando Federico Barbarossa distrusse la città nel 1173, i Savoia la fecero risorgere, riedificando il castello, oggi in rovina, che venne distrutto solo da Nicolas Catinat nel 1692, durante i turbolenti anni della guerra della Grande Alleanza.

## Arte
Nonostante sia diverso l'architetto, le maestranze che lavorarono alla Madonna dei Laghi sono le stesse che operarono anche a Santa Maria al Monte dei Cappuccini di Torino, per cui non poche sono le somiglianze tra i due edifici religiosi, specie nell'architettura esterna.

### La chiesa

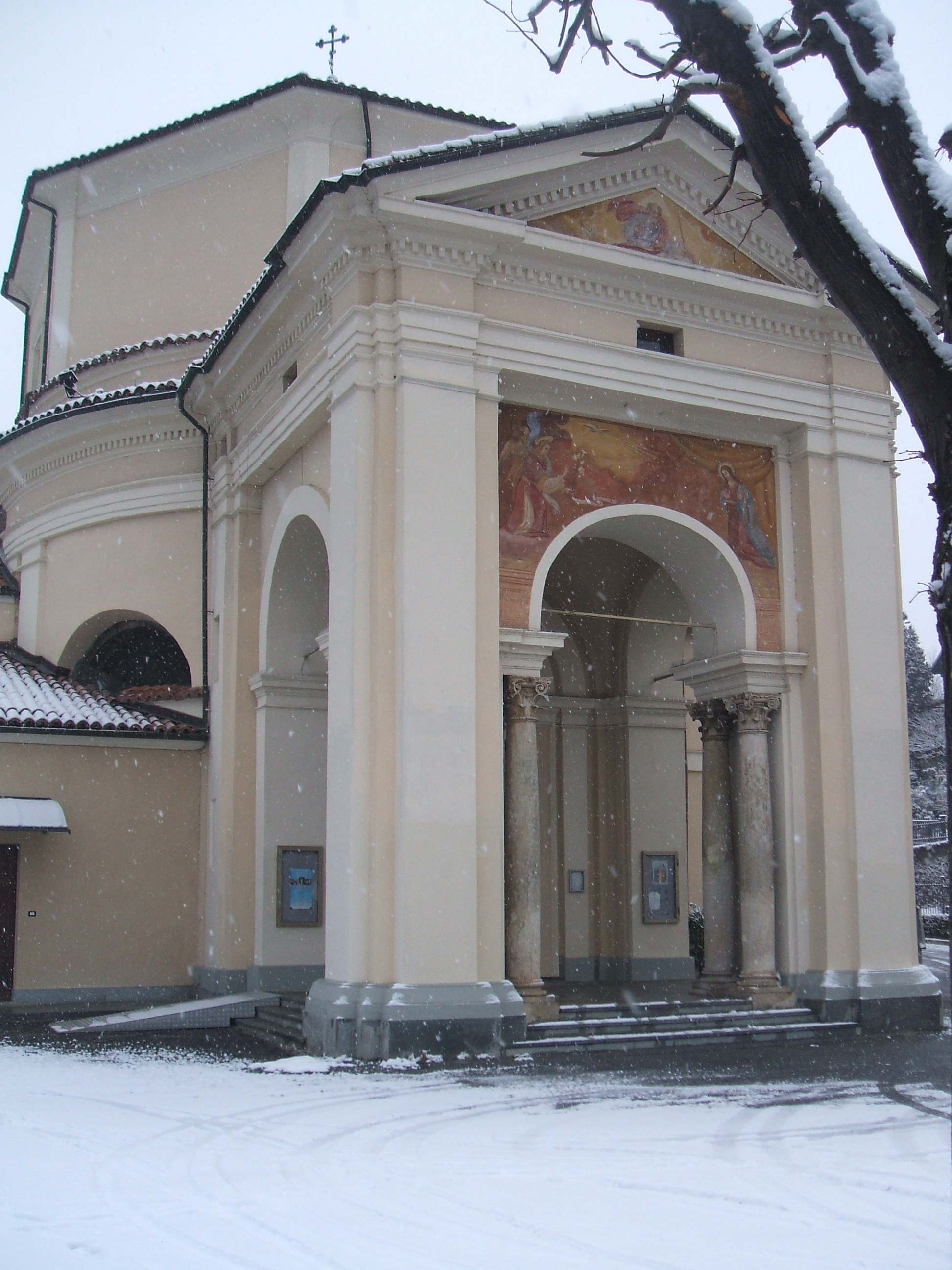
Vista invernale del santuario

Introduce alla chiesa un piccolo pronao sorretto da due colonne, con capitelli in stile corinzio. L'interno, finemente decorato, è in gran parte frutto della generosità di Casa Savoia che, come già osservato, si adoperò molto per il luogo. 

I dipinti, in particolare, furono preziosissime offerte della Real Casa, che lasciava qui dei grandi capolavori dell'arte barocca. A cominciare da una copia della Madonna dei Pellegrini di Michelangelo Merisi, che si può datare nei primissimi anni successivi alla realizzazione dell'originale (1604), poiché il cardinale Maurizio di Savoia risiedeva, in quel periodo, a Roma. 
Di grande importanza sono anche la grande tela che raffigura San Michele nell'atto di sconfiggere Lucifero, realizzata da Antonio Maria Viani, e il San Maurizio di Guido Reni, entrambi donati dal cardinale sabaudo. 

#### L'altare
L'altare conserva uno dei gioielli del Santuario, vale a dire la grande pala, attribuita a Defendente Ferrari: opera di altissimo livello, è completa, e citata già dal 1584. Il donatore, in questo caso, era il duca Carlo Emanuele I, e l'opera figurava nella sua collezione privata, prima di venir regalata all'edificio di culto: essa rappresenta l'Annunciazione, e nel polittico vengono raffigurati, oltre a Maria e all'Angelo, anche san Rocco e san Sebastiano, nelle due tavolette laterali. Nella predella, invece, si narrano altri episodi della vita di Maria. 

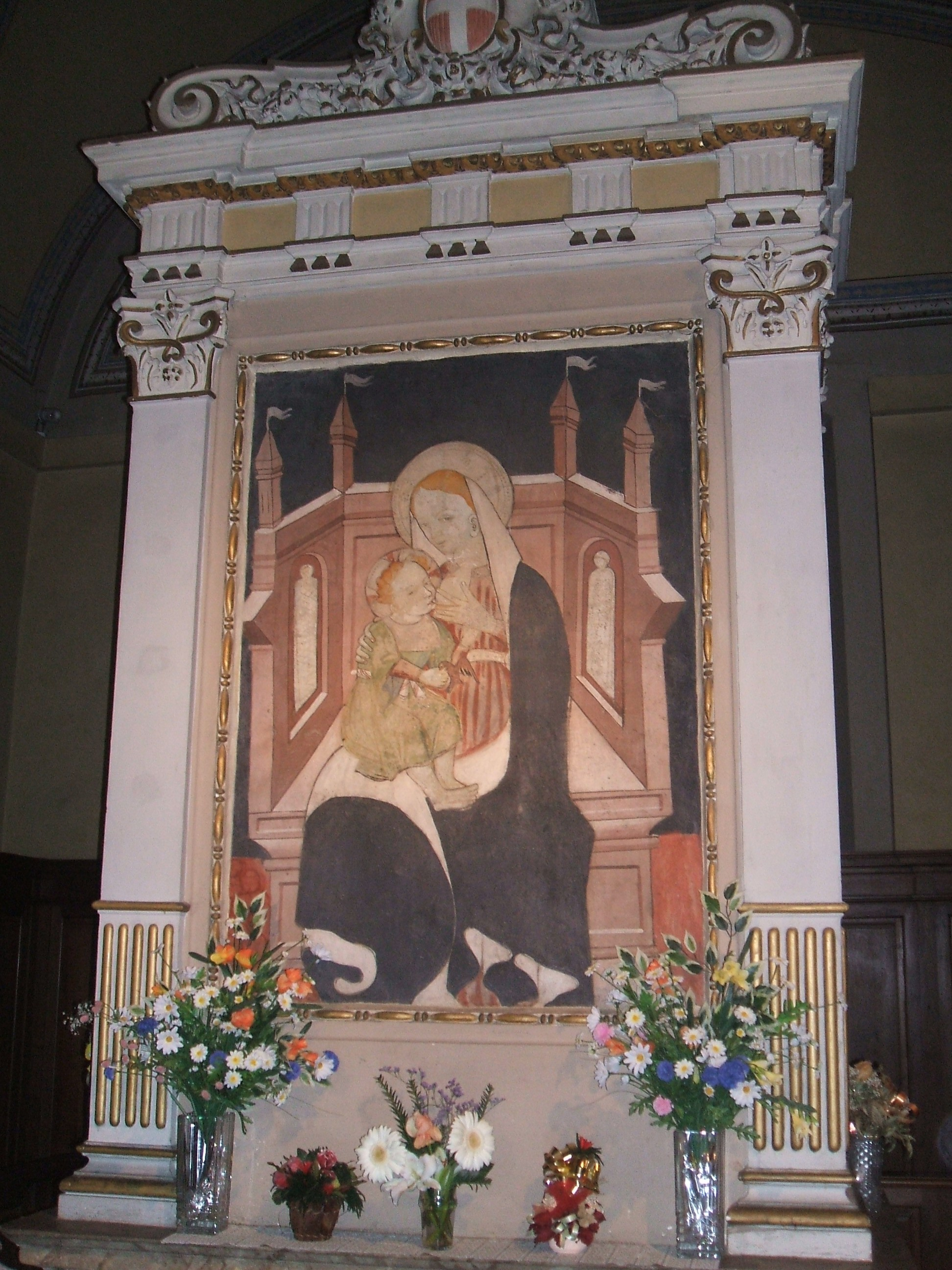
L'immagine di Maria nell'icona trecentesca

### L'antica icona
Il santuario è collegato all'icona mariana ancora presente, affrescata su un pilone medioevale e realizzata, con tutta probabilità, nel XIV secolo: sembrerebbe collegata alla mano di Giacomo Jaquerio, che in quel periodo lavorava a Sant'Antonio di Ranverso.